# Partido Reformista de Siria
El Partido Reformista de Siria (En árabe: حزب الاصلاح السوري Ḥizb Al-Iṣlāḥ Al-Sūrīy; inglés: Reform Party of Syria), es un partido político comprometido con la democracia y la reforma en Siria. Tiene su sede en Washington, Estados Unidos porque el actual régimen de gobierno sirio no permite la formación de partidos políticos extremistas sin el permiso del actual gobierno sirio. El partido se compone de sirios exiliados que viven en América, Europa Occidental y otros lugares. El líder del partido, Farid Ghadry, nació en Aleppo, Siria y proviene de una familia siria conocida de los funcionarios públicos y políticos.
El Partido Reformista de Siria apoyó la candidatura de Nicolas Sarkozy para las Elecciones presidenciales de Francia de 2007. 
Actualmente, durante la Guerra Civil Siria, el partido se posicionó como el principal partido político de la oposición siria en el exilio, está preparando una serie de manifestaciones y protestas en las ciudades de los Estados Unidos y de Europa Occidental.
- Datos: Q3366667